# Alfred Bohrmann
Alfred Bohrmann (28 de febrero de 1904-4 de enero de 2000) fue un astrónomo alemán.
Hizo su disertación de doctorado en 1927 en la Universidad de Heidelberg, realizado en el Observatorio de Heidelberg-Königstuhl. En esa época, Heidelberg era el centro del mundo en lo que a descubrimiento de asteroides se refiere, con Max Wolf y Karl Reinmuth, entre otros, trabajando en sus instalaciones. Bohrmann trabajó en el observatorio entre 1924 y 1969.
El asteroide (1635) Bohrmann, descubierto en Heidelberg 1924 por Karl Reinmuth, fue nombrado en su honor.

## Descubrimientos
Entre 1936 y 1938 descubrió nueve asteroides. El Minor Planet Center acredita sus descubrimientos como A. Bohrmann.
Además propuso que el asteroide (2119) Schwall, descubierto el 30 de agosto de 1930, se bautizase en reconocimiento de la labor de August Schwall en Heidelberg como asistente de Max Wolf.
| (1455) Mitchella | 5 de junio de 1937       |
| (1470) Carla     | 17 de septiembre de 1938 |
| (1531) Hartmut   | 17 de septiembre de 1938 |
| (1733) Silke     | 9 de febrero de 1938     |
| (1998) Titius    | 24 de febrero de 1938    |
| (2016) Heinemann | 18 de septiembre de 1938 |
| (2226) Cunitza   | 26 de agosto de 1936     |
| (2350) von Lüde  | 6 de febrero de 1938     |
| (2665) Schrutka  | 24 de febrero de 1938    |